# Bronisława Chmielowska
Bronisława Chmielowska (ur. 1935 w Wołczuchach, powiat gródecki, zm. 5 sierpnia 2021) – polska śpiewaczka ludowa pochodząca z lwowskiego.

## Życiorys
Była depozytariuszką bogatego archaicznego repertuaru pieśni, min. kolęd życzących, pieśni weselnych i kołysanek, jak również licznych ballad, pieśni lirycznych, rekruckich, wojenkowych oraz religijnych. Przywiozła z Kresów dawne polskie pieśni, które dawniej tam śpiewano i wykonywała je z zachowaniem gródeckiego dialektu i w archaicznej manierze.
Córka Antoniego i Agnieszki Zamirskich mieszkających przed wojną we wsi Wołczuchy, w pobliżu Lwowa. W roku 1945 wraz z mamą i roczną siostrą wyruszyła jako 8 latka na Ziemie Zachodnie. Początkowo zamieszkali w Większycach na Górnym Śląsku. W 1947 roku osiedlili się w Pyskowicach koło Złotoryi, w województwie dolnośląskim. Po wyjściu za mąż za Karola Chmielowskiego także pochodzącego z Wołczuch w roku 1967 zamieszkała w Mroczkowicach, powiat lwówecki. Prowadziła wraz z rodziną gospodarstwo rolne. 
Bronisława Chmielowska od 1976 roku była członkinią zespołu „Podgórzanie” z Mirska. Do zespołu należy synowa pani Bronisławy Alina Chmielowska. Bronisława Chmielowska wraz z zespołem, a także solo, występowała m.in. na Festiwalu Kapel i Śpiewaków Ludowych w Kazimierzu Dolnym, Sejmiku Teatrów Wsi Polskiej w Tarnogrodzie, Sejmiku Wiejskich Zespołów Teatralnych we Włoszakowicach. Zespół występował również za granicą, na Festiwalu Folkloru w Issoire (Francja), a także w Norwegii, Czechach, Holandii, Hiszpanii, Włoszech i Niemczech.
Podczas występów zespół wykonuje pieśni i tańce tradycyjne oraz pokazuje widowiska obrzędowe, min. „Rekruty”, „Boże Narodzenie”, „Zapusty”, „Wesele”, „Umłoty”, „Kusoki”, „Kądziel”. 

## Nagrody
- Płyta „Stare pieśni” otrzymała w roku 2015 drugą nagrodę w konkursie Fonogram Źródeł Polskiego Radia Programu Drugiego  w uznaniu za  bezcenny dokument miejsca i czasu, w którym przyszło żyć bohaterce płyty[4].

## Dyskografia
- „Bronisława Chmielowska. Stare pieśni”, wyd. Fundacja Ważka, 2015
- „Od wschodu słońca... Tradycje muzyczne na Dolnym Śląsku”, Fundacja Ważka, 2014
- „Mom jo skarb”, Muzeum Etnograficzne we Wrocławiu, 2009 r.
- „Muzyka źródeł vol. 22 Ballady”, wyd. Polskie Radio
- „Muzyka źródeł vol. 26 Dolny Śląsk”, Polskie Radio
- „Muzyka źródeł vol. 27 Wokół dziecka”, Polskie Radio